# Christian Wahl
Johann Christian Wahl (* 7. Januar 1762 in Niederwildungen; † 8. September 1825 ebenda) war ein deutscher Kaufmann, Tuchmachermeister, Bürgermeister und Politiker.

## Leben
Wahl war der Sohn des Buchbindermeisters Carl Christian Wahl (* 21. Mai 1722 in Fürstenberg; † 1. März 1802 in Nieder-Wildungen) und dessen Ehefrau Christiane Elisabeth geborene Holzapfel (* 24. Januar 1729 in Nieder-Wildungen; † 4. Februar 1797 ebenda). Er war evangelisch und heiratete am 27. Mai 1788 in Nieder-Wildungen Barbara Catharina Brey (* 1. Dezember 1765 in Nieder-Wildungen; † 7. Mai 1819 ebenda), die Tochter des Barthold Brey und dessen Ehefrau Catharina Elisabeth geborene Stracke.
Wahl war Kaufmann, Tuchmachermeister und Hansebruder in Nieder-Wildungen. (1804) wurde er Ratsverwandter. In den Jahren 1821/22 gehörte er der Distriktsarmendirektion im Oberjustizamt der Eder an. Von Ende 1819 bis 1822 war er Bürgermeister der Stadt Nieder-Wildungen. Als solcher war er vom 19. Juni 1820 bis 1822 Mitglied des Landstandes des Fürstentums Waldeck.